# Jurnalism de televiziune
Jurnalismul de televiziune este un gen jurnalistic dominant informativ. Orice idee de televiziune trebuie să aibă două funcții: a informa și/sau a distra.
Etica în jurnalism - să căutăm întotdeauna adevărul, adică să încercăm să ne apropiem cât mai mult de adevărul unei informații, indiferent de ce o să găsim, de ce o să aflăm. 

## Introducere
Modul diferit de transmitere a unui text, în formă scrisă sau vorbită influențează receptarea sa.
- Televiziunea - program coerent care se transmite printr-un anumit mod către public. Programele/emisiunile TV sunt de două feluri:

1. LIVE (știri)- dacă presupune intervenția în direct a telespectatorilor (sărbători naționale, evenimente sportive).
2. Înregistrate - nu se fac niciodată în direct, presupun repetiții - concursuri (divertismentul), reality-showuri.

## Adaptarea textului la canalul de comunicare
Jurnalistul trebuie să își adapteze stilul și organizarea informației, în conformitate cu particularitățile canalului de comunicare ales. De multe ori numeroase conferințe au ajuns să plictisească pentru că au fost destinate lecturii, iar nu audierii. La redactarea textului pentru televiziune - știri, reportaje, trebuie să se țină cont de trăsăturile specifice acestui mediu.

## Informațiile sunt transmise în flux continuu
Cititorul unui ziar își stabilește singur ritmul lecturii în funcție de dificultatea textului, de starea sa etc. El poate relua o textul; se poate opri și medita dacă nu a înțeles sau poate să întrerupă lectura pentru a o relua mai târziu. În schimb telespectatorul nu are șansa aceasta pentru că informațiile vin în flux continuu. Ceea ce nu înțelegi la momentul respectiv reprezintă o informație pierdută, la fel ca și la radio.

## Grilă de program
Pe parcursul unui an se fac trei grile de programe, dintre care două sunt comerciale.
- Sezonul I cuprinde știrile, emisiunile cu mare miză. Acesta este sezonul de toamnă-iarnă; maxim absolut al vânzărilor se află în luna decembrie, iar minimul absolut al vânzărilor în ianuarie și februarie.
- Sezonul II este sezonul de primăvară și cuprinde mijlocul lui ianuarie până pe maxim 30 iunie, iar sezonul III reprezintă grila de vară care curpinde multe emisiuni specifice verii și filme în reluare.

### Audiență
Viewing habit - obicei de vizionare = Audiență. 
- Audiența postului - nivelul general de vizionare, publicul.

Atunci când se construiește un grafic de audiență trebuie urmărit alternarea de programe cu o audineță mai mare cu cele cu o audență mai mică pentru a obține o audiență bună.
După criteriu de audiență există două tipuri de emisiuni:
- Emisiuni pe care ni le dorim tot timpul- [2]. Cel mai eficient stâlp de cort sunt emisiunile de știri.
- Emisiuni hamace - se află între cele de tent-pole  și sunt emisiunile la care nu se uită toată lumea.

### Jurnalul principal al zilei
Jurnalul principal al zilei - sinteza tuturor evenimentelor, reperul principal al unei grile de audiență. Știrile sunt cel mai scump program TV, ele trebuie plasate acolo unde avem cea mai mare audiență. Știrile reprezintă cel mai eficient mijloc de informare, conțin informații audio-vizuale (imagini care întăresc, înlocuiec cuvintele - vin în timp real). Știrile de televiziune dau impresia că transmit informațiile, evenimentele transparent (fără retușuri, modificări) și obiectiv. Știrile LIVE sunt cele mai prețioase, au credibilitatea cea mai mare, creează o anumită emoție în telespectatori.

### Redactarea știrilor TV
Captarea atenției cu ajutorul primei imagini, a primei informații; prezentarea naturii conflictului(punctul culminant); prezentarea poziției celor două părți; finalul - consecințe imediate, condiții pentru soluționare.
Ora știrilor este cea mai bună, sălbatică zonă de audiență de pe piață (RATING MARE).

### Elementele din compoziția știrii
1. Intro-ul - textul pe care crainicul îl spune; trebuie să fie scurt și la obiect pentru a atrage atenția.
2. Stand-up - intervenția reporterului care transmite de la fața locului; are o latură dimensională.
3. Interviu - foarte importantă este identitatea persoanei care dă interviul.
4. Vox - pop - numărul de persoane.
5. Secvență - înșiruiri de cadre care dau impresia unei acțiuni continue.
6. Voice - Over(V.O) - comentariu care însoțește mesajul, imaginea.